# 仓岙水库
仓岙水库是中国浙江省宁波市象山县境内的一座水库，建于1978年。水库正常库容为914万立方米，集雨面积为13平方千米，海拔为71米。